# Mary Wallis
Mary Wallis, född 1821, död 1910, var en nyzeeländsk barnhemsföreståndare. Hon grundade och drev Hulmers barnhem i Motueka 1867-1910, som blev berömt som en pionjärinstitution. 